# مسجد أصلم السلحدار
مسجد أصلم السلحدار أو مسجد أصلان أنشأه الأمير بهاء الدين أصلم السلحدار من مماليك السلطان المنصور قلاوون سنة 746هـ/1345م. وكان من مماليك السلطان قلاوون، وبعد توزيع المماليك السلطانية بعد مقتل السلطان الأشرف خليل بن قلاوون سنة 1293م صار من مماليك الأمير سيف الدين أقوش، ثم من مماليك الأمير سيف الدين سلار. وفي سلطنة السلطان الناصر محمد بن قلاوون الثالثة، قربه السلطان ورقاه إلى أمير مائه ومقدم ألف ثم أسله في تجريده إلى اليمن، وبعد عودته غضب عليه السلطان وحبسه خمس سنين. وفي أيام السلطان الناصر أحمد بن الناصر محمد أطلق سراحه سنة 1342م ورقاه مرة أخرى إلى أمير مائة إلى أن توفي سنة 747هـ/1347م. والمسجد قائم حاليا في درب شعلان المتفرع من شارع فاطمة النبوية بقسم الدرب الأحمر، ويتبع منطقة آثار جنوب القاهرة.